# زنان در بلغارستان

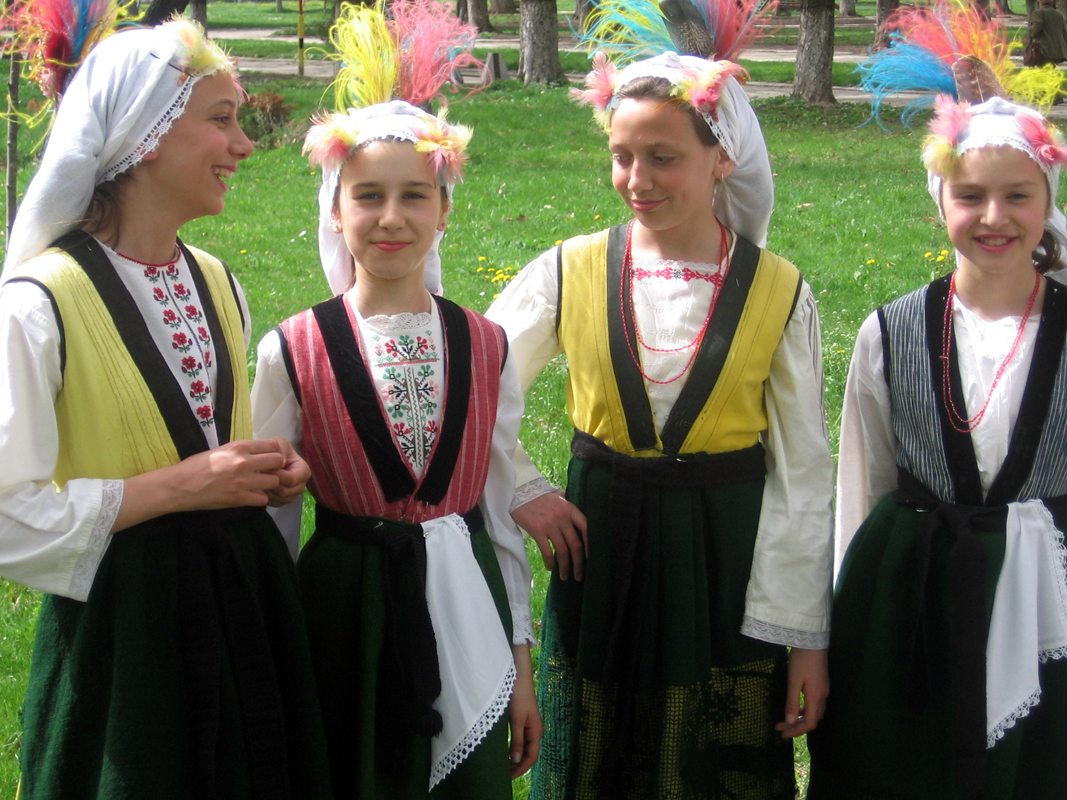
دختران بلغاری اهل گابرا، استان صوفیه با لباس سنتی

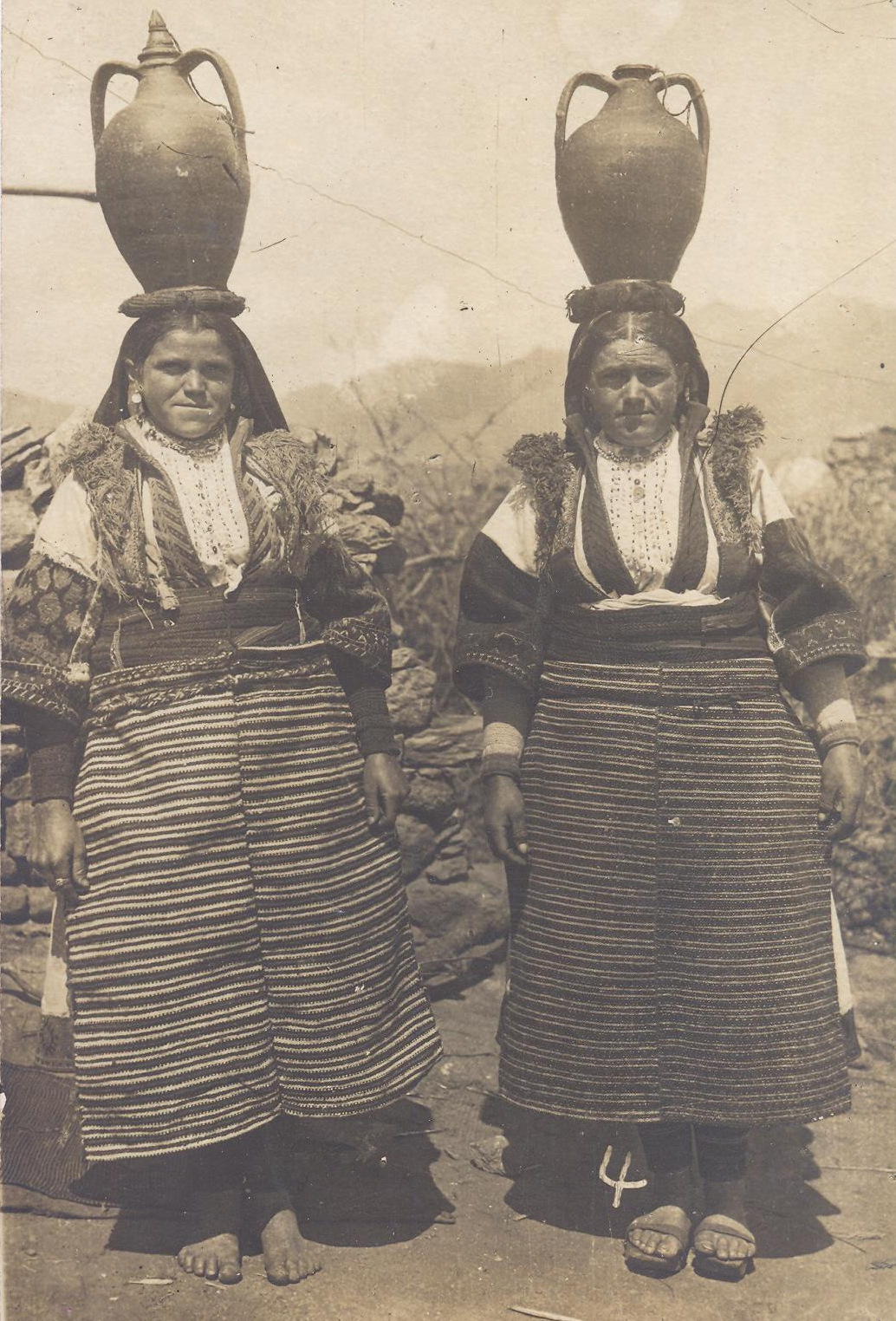
زنان بلغاری در سال ۱۹۱۸

"زنان در بلغارستان" به زنانی گفته می‌شود که در بلغارستان زندگی می‌کنند و اهل بلغارستان هستند. موقعیت زنان در جامعه بلغارستان تحت تأثیر فرهنگ‌ها و ایدئولوژی‌های مختلف از جمله فرهنگ‌های بیزانسی و عثمانی، مسیحیت ارتدوکس شرقی و ایدئولوژی کمونیستی بوده‌است.
زنان بلغارستانی در جامعه ای زندگی می‌کنند که معمولاً مردسالار است. در حالی که بلغارستان اغلب به عنوان یک جامعه مردسالار توصیف می‌شود، زنان ممکن است دارای اختیارات قابل توجهی در بودجه بندی خانوار یا تصمیم‌گیری کشاورزی باشند. زن و مرد هر دو حق رای و مالکیت دارند. علیرغم دهه‌ها تلاش ایدئولوژی سوسیالیستی در برابری جنسیتی، زنان اغلب در مشاغل کم‌درآمد به کار گرفته می‌شوند، همچنان مسئول اکثر کارهای خانه هستند و بیش از نیمی از بیکاران ثبت شده را شامل می‌شوند. آنها همچنین پست‌های رهبری را کمتر از مردان تصدی می‌کنند. در سال ۱۹۹۶، کمتر از ۱۴ درصد از نمایندگان مجلس پساسوسیالیست زن بودند و از هر ۵ عضو شورای شهرداری تنها یک نفر در آن سال زن بودند. تا سال ۲۰۱۴، زنان ۲۰٫۴ درصد از پارلمان را تشکیل می‌دادند.

## رای‌گیری و دولت
حق رای محدود زنان برای اولین بار در سال ۱۹۳۷ به زنان بلغاری اعطا شد، زنان بلغاری در سال ۱۹۴۴ از حق رای کامل برخوردار شدند. با این وجود، در دوران کمونیستی، حقوق و آزادی‌های مدنی هم برای زنان و هم برای مردان برابر بود، صرف نظر از اینکه به دلیل ماهیت اقتدارگرایانه حکومت چه‌قدر محدود بود. در سال ۱۹۴۵ اولین زنان در پارلمان انتخاب شدند. بین سال‌های ۱۹۶۰ و ۱۹۹۰ تعداد زنان در پارلمان بین ۱۶ تا ۲۱ درصد متغیر بود و در سال ۱۹۹۰ به ۸٫۵ درصد کاهش یافت. تا سال ۲۰۱۷، ۲۵٫۸ درصد زنان در پارلمان حضور داشتند.

## استخدام
بسیاری از زنان در دوران سوسیالیستی، زمانی که ایدئولوژی برابری جنسیتی ترویج شد، وارد مشاغل دستمزدی شدند و تقریباً نیمی از نیروی کار را در اواخر قرن بیستم تشکیل می‌دادند. زنان اغلب به عنوان معلم، پرستار، داروساز، کارمند فروش و کارگر استخدام می‌شوند و کمتر در مدیریت، مدیریت و علوم فنی درگیر هستند. زنان همچنین تا حد زیادی مسئول وظایف خانه هستند از جمله مراقبت از کودکان، آشپزی، نظافت و خرید. کار کشاورزی بر اساس جنسیت تقسیم می‌شود، مردانی که با حیوانات و ماشین‌آلات کار می‌کنند و زنان کار دستی بیشتری در تولید محصولات کشاورزی انجام می‌دهند. با وجود این، تفکیک جنسیتی در نیروی کار در بلغارستان تا حدودی کمتر از سایر کشورهای اروپایی است. در مقایسه با میانگین اروپایی، زنان بلغاری در زمینه‌هایی مانند علوم، ریاضیات، محاسبات و مهندسی مشارکت بیشتری دارند. و مشارکت آنان در زمینه خدمات نسبت به مردان کمتر است. همچنین، شکاف دستمزد جنسیتی (در سال ۲۰۱۳) در بلغارستان ۱۳٫۰ درصد تخمین زده شده‌است که کمتر از میانگین ۱۶٫۲ درصد در اتحادیه اروپا ۱۶٫۲ کمتر است. در سال ۲۰۱۴، نرخ اشتغال (سن ۱۵ تا ۶۴ سال) برای زنان ۵۸٫۲٪ و برای مردان ۶۳٫۹٪ بود. نرخ اشتغال برای هر دو جنس در طول دو دهه گذشته به دلیل مشکلاتی که اقتصاد ملی پس از سقوط کمونیسم تجربه کرده‌است، نسبتاً پایین بوده‌است. با این وجود، به دلیل وجود بخش غیررسمی غیرقانونی، تعیین مشارکت دقیق در نیروی کار بسیار دشوار است. بر اساس گزارش بانک جهانی، زنان در سال ۲۰۱۴ ۴۶٫۶ درصد از کل نیروی کار را تشکیل می‌دادند، تقریباً مشابه سال ۱۹۹۰ (۴۷٫۹ درصد). مشارکت قوی زنان بلغاری در اقتصاد را می‌توان در این واقعیت مشاهده کرد که تقریباً همه زنان شاغل به‌طور تمام وقت کار می‌کنند - بالاترین درصد در بین زنان شاغل در اتحادیه اروپا. قبل از دوران کمونیستی، بلغارستان (مانند سایر کشورهای اروپای شرقی) یک جامعه کشاورزی عمدتاً روستایی بود و زنان در کار کشاورزی روستایی ادغام می‌شدند. به این ترتیب، آنها جایگاه نسبتاً بالایی در جامعه داشتند (البته نه با مردان).

## تحصیلات
نرخ باسوادی برای زنان بلغاری در مقایسه با مردان اندکی کمتر است: نرخ باسوادی برای زنان ۹۸٫۱ درصد است، در حالی که برای مردان ۹۸٫۷ درصد است. بی سوادی به ویژه در میان زنان کولی و همچنین مردانشان بالاست.

## حقوق اساسی
قانون اساسی بلغارستان برابری جنسیتی را تدبیر کرده‌است.